# Sapromyza afghanica
Sapromyza afghanica är en tvåvingeart som beskrevs av Papp 1979. Sapromyza afghanica ingår i släktet Sapromyza och familjen lövflugor. Inga underarter finns listade i Catalogue of Life.